# Dianthus leucophoeniceus
Dianthus leucophoeniceus är en nejlikväxtart som beskrevs av Dörfler och August von Hayek. Dianthus leucophoeniceus ingår i släktet nejlikor, och familjen nejlikväxter. Inga underarter finns listade i Catalogue of Life.